# Raïtchikhinsk
Raïtchikhinsk (en russe : Райчихинск) est une ville de l'oblast de l'Amour, en Russie. Sa population s'élève à 17 098 habitants en 2019.

## Géographie
Raïtchikhinsk est située à 145 km au sud-est de Blagovechtchensk et à 5 755 km à l'est de Moscou.

## Histoire
Raïtchikhinsk a été fondée en 1932 et nommée Raïtchikha (Райчи́ха), d'après la rivière du même nom. Elle est devenue une cité minière importante grâce à l'extraction du lignite. Elle accéda au statut de commune urbaine en 1934 puis à celui de ville le 4 mai 1944.

## Population
Recensements (*) ou estimations de la population
| 1939* | 1959*  | 1970*  | 1979*  | 1989*  |
| ----- | ------ | ------ | ------ | ------ |
| 3 840 | 27 456 | 25 157 | 28 060 | 27 873 |

| 2002*  | 2010*  | 2012   | 2013   | 2014   |
| ------ | ------ | ------ | ------ | ------ |
| 24 498 | 20 534 | 20 199 | 19 962 | 18 107 |

| 2015   | 2016   | 2017   | 2018   | 2019   |
| ------ | ------ | ------ | ------ | ------ |
| 17 874 | 17 783 | 17 590 | 17 372 | 17 098 |

Lors du recensement de 1989, la population de Raïtchikhinsk se composait de 90 % de Russes, 5,7 % d'Ukrainiens, 1,5 % de Biélorusses et de 0,8 % de Tatars.

## Économie
Les principales entreprises de Raïtchikhinsk sont :
- OAO Dalvostougol (ОАО "Дальвостуголь") : lignite.
- OAO Amursky Coal (ОАО "«Амурский уголь»") : mines à ciel ouvert de Severo-Vostochny et Yerkovetsky, site de Kontaktovy
- OAO Amourdormach (ОАО "Амурдормаш") : équipement routiers, signalisation routière.